# 1907 au Québec
Cet article traite des événements survenus en 1907 au Québec. 

## Événements

### Janvier
- Janvier : l'Assemblée législative rejette un projet de loi du député libéral radical Godfroy Langlois, voulant créer un système d'éducation davantage contrôlé par l'État[1].
- 1er janvier : Henri-Thomas Taschereau, frère du futur premier ministre Louis-Alexandre Taschereau, devient juge en chef de la province de Québec[2].
- 3 janvier : à Montréal, l'incendie d'un pâté de maisons sur les rues Saint-Antoine et Saint-Jacques rase 14 commerces et fait 1 mort. Les dégâts sont évalués à plusieurs centaines de milliers de dollars[3].
- 15 janvier : ouverture de la troisième session de la 11e législature (en). Philippe-Honoré Roy est le nouvel orateur de l'Assemblée législative[4].
- 24 janvier : le conservateur Charles Ernest Gault remporte l'élection partielle dans le comté de Montréal no 5[4].
- 31 janvier : le trésorier Auguste Tessier annonce un surplus budgétaire lors de son discours du budget[4].

### Février
- 25 février : à la Chambre des communes, le député libéral indépendant Armand Lavergne propose un projet de loi mettant la langue française et la langue anglaise sur le même pied dans les services publics fédéraux. Il sera refusé, tant par les libéraux que par les conservateurs[5].

### Mars
- Mars : l'Assemblée législative adopte une loi créant une école d'arpentage[6].
- 14 mars : 
  - le gouvernement Gouin fixe à 14 ans l'âge minimum d'embauche dans les industries[7].
  - la session est prorogée.
- 25 mars : les Wanderers de Montréal remportent une deuxième Coupe Stanley consécutive face aux Silver Seven d'Ottawa[8].

### Avril
- 9 avril : 
  - il tombe 45 centimètres de neige sur le Québec lors d'une importante tempête[9].
  - Henri Bourassa et Armand Lavergne critiquent la politique d'immigration du gouvernement Laurier lors de deux discours à la Chambre des communes. Selon eux, il devrait tenter d'attirer plus d'immigrants francophones au pays[10].

### Mai
- 1er mai : un affrontement a lieu au Champ de mars de Montréal entre des étudiants de l'Université Laval de Montréal et 10 000 manifestants socialistes, qui avaient organisé une marche à l'occasion de la Fête du travail[11].

### Juin
- 1er juin : le procès Prévost-Asselin se termine par un non-lieu. Le ministre de la Colonisation et des Mines, Jean Prévost, poursuivait le journaliste Olivar Asselin pour libelle diffamatoire. Celui-ci l'avait accusé de vendre des propriétés minières à des spéculateurs et d'accorder des concessions à un syndicat belge moyennant des contributions électorales[12].
- 4 juin : l'hippodrome Blue Bonnets est inaugurée à Montréal[13].

### Juillet
- 9 juillet : le journal La Patrie annonce que Henri Bourassa se lancera dans l'arène électorale québécoise et qu'il fondera un troisième parti provincial[14].
- 11 juillet : un petit groupe d'acteurs fonde le Cercle dramatique Jacques-Cartier dont le but est de faire connaître le théâtre amateur montréalais. Pour ce faire, il organise la présentation de pièces originales à travers la ville[15].

### Août
- Août : l'Américain Larry Lesh est le premier à faire un vol plané au Canada. Il survole pendant quelques minutes avec son avion le port de Montréal et le parc Dominion[16].
- 13 août : Henri Bourassa entame une tournée à travers le Québec, visant à annoncer la création de la Ligue nationaliste canadienne. Son ami Armand Lavergne l'appuie et l'accompagne[17].
- 29 août : l'ancrage sud et certaines poutres maîtresses du pont de Québec s'effondrent, entraînant dans la mort 84 ouvriers. La construction ne reprendra qu'en 1913[18].
- 31 août : Léo-Ernest Ouimet inaugure une deuxième salle de cinéma à Montréal. Celle-ci contient 1 200 sièges[19].

### Septembre
- 19 septembre : le mouvement socialiste d'Alphonse Verville se dissocie du nouveau parti de Bourassa, jugé « trop rétrograde[20]. »
- 30 septembre : à la suite de certaines pressions, Jean Prévost démissionne comme ministre de la Colonisation et des Mines. Le premier ministre Lomer Gouin assure l'intérim[4].

### Octobre
- 15 octobre : nommé juge à la Cour supérieure du Québec, le trésorier Auguste Tessier démissionne[4].
- 17 octobre : 
  - Adélard Turgeon démissionne comme ministre et comme député. Il défie Henri Bourassa de se présenter contre lui dans son comté de Bellechasse[4].
  - Lomer Gouin procède à un remaniement ministériel. Louis-Alexandre Taschereau entre au cabinet comme ministre des Travaux publics et ministre du Travail, et Charles Ramsay Devlin succède à Jean Prévost comme ministre de la Colonisation et des Mines[4].

### Novembre
- 1er novembre : à Eastman, l'effondrement d'un viaduc entraîne la chute d'un train de marchandises du Canadien Pacifique dans la rivière Missisquoi[21].
- 4 novembre : 
  - plusieurs élections partielles ont lieu. Dans Bellechasse, Adélard Turgeon remporte la victoire sur Henri Bourassa. De leur côté, les nouveaux ministres Charles Ramsay Devlin et Louis-Alexandre Taschereau sont réélus dans leurs comtés de Nicolet et Montmorency. Le libéral Pierre-Émile D'Anjou remporte l'élection partielle de Rimouski[4].
  - Adélard Turgeon reprend son poste de ministre des Terres et Forêts à la suite de sa victoire électorale[22].
- 30 novembre : Caroline Béique et Marie Lacoste-Gérin-Lajoie fondent la Fédération nationale Saint-Jean-Baptiste dont le but est la planification d'œuvres charitables Montréal[23].

### Décembre
- 16 décembre : le libéral Honoré Mercier (fils), fils de l'ancien premier ministre Honoré Mercier, remporte l'élection partielle de Châteauguay[4].
- 21 décembre : un groupe de militants catholiques de Québec, dont l'archevêque Louis-Nazaire Bégin, fondent le journal L'Action sociale qui deviendra L'Action catholique en 1915[24].

## Naissances
- J. Léo Gagnon (acteur) († 31 janvier 1983)
- 14 janvier - Georges-Émile Lapalme (homme politique) († 5 février 1985)
- 4 mars - Art Alexandre (ancien joueur de hockey) († 11 avril 1976)
- 24 mars - 
  - Gus Dugas (joueur de baseball) († 14 avril 1997)
  - Paul Sauvé (premier ministre du Québec) († 2 janvier 1960)
- 16 avril - Joseph-Armand Bombardier (inventeur) († 18 février 1964)
- 17 avril - Louis-Philippe-Antoine Bélanger (homme politique) († 14 juin 1989)
- 27 mai - Gérard Picard (syndicaliste) († 19 juin 1980)
- 29 mai - Hartland Molson (homme d'affaires) ({† 28 septembre 2002)
- 15 juillet - Pacifique Plante (avocat et policier) († 9 août 1976)
- 16 juillet - Manda Parent (actrice) († 3 août 1992)
- 7 décembre - Fred Rose (homme politique) († 16 mars 1983)

## Décès
- 19 février - William Hales Hingston (médecin, homme politique et banquier) (º 29 juin 1829)
- 20 mars - Louis Adolphe Billy (fermier et homme politique) (º 13 octobre 1834)
- 28 mai - Élie-Hercule Bisson (notaire et homme politique) (º 7 juillet 1833)
- 4 septembre - William John Watts (homme d'affaires, avocat et homme politique) (º 1er mai 1846)
- 5 septembre - Julius Scriver (homme politique) (º 5 février 1826)
- 18 décembre - Joseph-Israël Tarte (journaliste et homme politique) (º 11 janvier 1848)